# Arthur William Purser
Arthur William Purser, britanski general, * 21. september 1884, † 21. december 1953, Wiltshire, Anglija.